# Shikha
Shikha – gaun wikas samiti w zachodniej części Nepalu w strefie Dhawalagiri w dystrykcie Myagdi. Według nepalskiego spisu powszechnego z 2001 roku liczył on 1366 gospodarstw domowych i 5773 mieszkańców (3129 kobiet i 2644 mężczyzn).